# Medusanthera samoensis
Medusanthera samoensis är en järneksväxtart som först beskrevs av Franz Reinecke, och fick sitt nu gällande namn av Howard. Medusanthera samoensis ingår i släktet Medusanthera och familjen Stemonuraceae. Inga underarter finns listade i Catalogue of Life.